# Copa de Sudán del Sur
La Copa de Sudán del Sur es el torneo de copa de fútbol a nivel de clubes más importante de Sudán del Sur, el cual tuvo su temporada inaugural en 2012, justo un año después de declararse el país independiente.
El torneo se juega a eliminación directa y participan todos los equipos afiliados a la Asociación de Fútbol de Sudán del Sur; y desde el año 2012 el campeón del torneo clasifica a la Copa Confederación de la CAF.

## Palmarés
| Year | Campeón          | Marcador            | Finalista          |
| ---- | ---------------- | ------------------- | ------------------ |
| 2012 | El Nasir         | 2–1                 | Al Merreikh        |
| 2013 | Al-Malakia       | 2–0                 | Salaam Aweil       |
| 2014 | Al-Malakia       | 1–0                 | Al-Ghazal          |
| 2015 | Atlabara FC      | 1–0                 | Al-Hilal           |
| 2016 | Al-Salam         | 3–0                 | Young Stars        |
| 2017 | Al-Salam         | 2–2 (pró; 5–4 pen.) | Al-Hilal Juba      |
| 2018 | Al-Merreikh Juba | 2–0                 | Al-Ghazala         |
| 2019 | Amarat United    | 12–0                | Jil Al-Salam       |
| 2020 | Al-Rabita        | 2–0                 | Nile City          |
| 2021 | Atlabara         | 2–0                 | Al-Salam           |
| 2022 | Al-Hilal         | 2–0                 | Zalan              |
| 2023 | Al-Merreikh Juba | 2–0                 | Nujum al-Souma     |
| 2024 | Jamus            | 1-1 (pró; 4–2 pen.) | El-Merreikh Bentiu |
| 2025 | Jamus            | 0-0 (pró; 4–2 pen.) | El-Merreikh Bentiu |

## Títulos por club
| Club             | Títulos | Años Campeón |
| ---------------- | ------- | ------------ |
| Malakia FC       | 2       | 2013, 2014   |
| Wau Salaam       | 2       | 2016, 2017   |
| Atlabara FC      | 2       | 2015, 2021   |
| Al-Merreikh Juba | 2       | 2018, 2023   |
| Jamus FC         | 2       | 2024, 2025   |
| El Nasir FC      | 1       | 2012         |
| Amarat United FC | 1       | 2019         |
| Al-Rabita FC     | 1       | 2020         |
| Al-Hilal Wau     | 1       | 2022         |